# Schloss Thouars

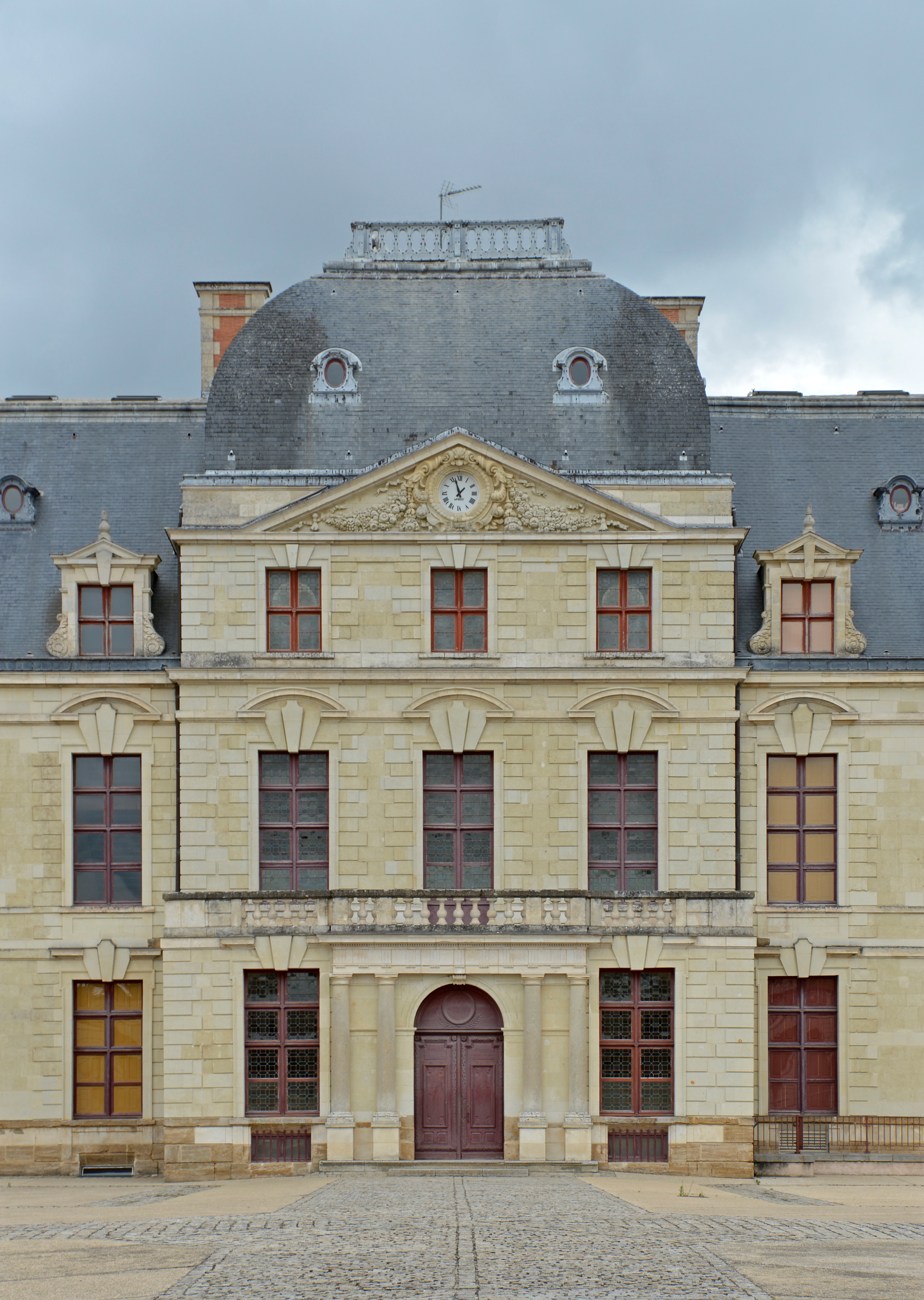
Der zentrale Pavillon des Schlosses, Hofseite

Das Schloss Thouars (offiziell: Schloss der Herzöge von La Trémoille) befindet sich in Thouars im Département Deux-Sèvres.
Strategisch günstig auf einem natürlichen Vorsprung über einer Flussschleife des Thouet gelegen, machten die Ausmaße des Schlosses es zum Zeitpunkt seiner Errichtung zu einem der größten in Frankreich.

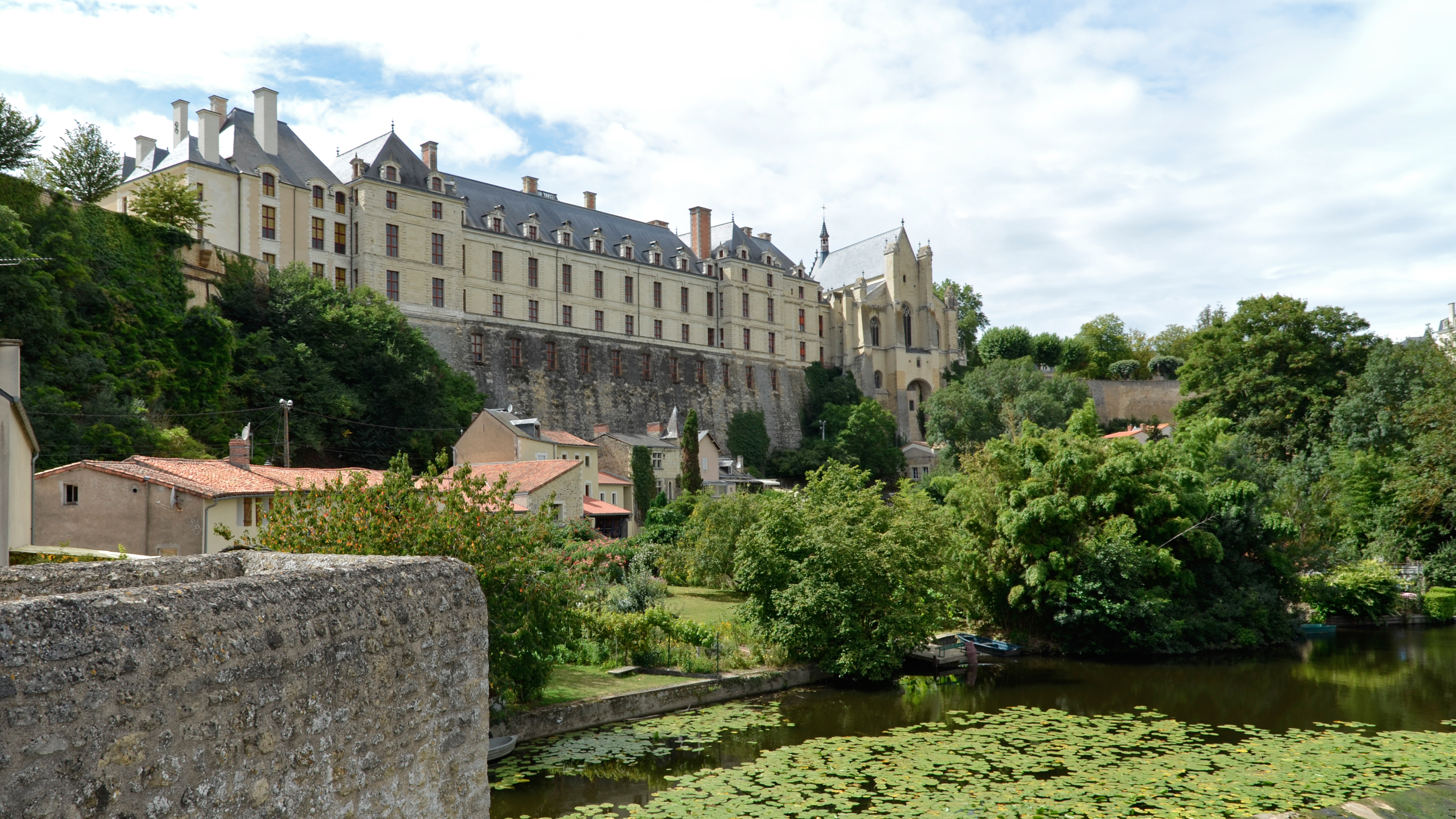
Schloss und Schlosskapelle, von den Felsen aus gesehen

## Geschichte

### Ursprünge
Ursprünglich befand sich auf dem Gelände eine erste Motte, die 762 von Pippin dem Jüngeren geschleift wurde. Im Mittelalter wurde sie durch eine Burg ersetzt, die während des Hundertjährigen Krieges die wichtige Festung Thouars verteidigte. Die Burg wurde insbesondere von Bertrand du Guesclin im Jahr 1372 erobert.
Die Vizegrafschaft Thouars ging in die Hände der Familie Amboise über und wurde der königlichen Domäne angegliedert, bevor sie von Ludwig XI. an die Erben der Familie Amboise, die La Trémoille, zurückgegeben wurde. Diese bedeutende französische Adelsfamilie erwirkte bei König Karl IX. die Erhebung der Vizegrafschaft zum Herzogtum Thouars, das unter Heinrich IV. mit der Pairie einherging. Das Herzogtum blieb bis zur Französischen Revolution in den Händen dieser Familie.

### Das Schloss der La Trémoille
In der ersten Hälfte des 17. Jahrhunderts hielt es Marie de La Tour d’Auvergne (1601–1665), seit 1619 Ehefrau von Henri III de La Trémoille, Herzog von Thouars, nicht mehr aus, in diesem kalten und ungemütlichen Schloss zu wohnen. Sie drohte damit, Thouars zu verlassen, falls nichts unternommen werde, um ihr ein angenehmeres Zuhause zu bauen.
Ursprünglich war das Projekt relativ bescheiden: Man begann mit dem Bau eines kleinen Pavillons, der sich an das alte Schloss anlehnte (dieses Gebäude mit trapezförmigem Grundriss existiert noch heute). Im Jahr 1638 riet der Architekt Jacques Lemercier der Herzogin jedoch, nichts von den alten Gebäuden zu erhalten. Sie beschloss daraufhin, das alte mittelalterliche Bauten abzureißen und das Material wiederzuverwenden, um einen Flügel zu bauen, der den neuen Pavillon mit der Stiftskirche Notre-Dame verband. Mit einer über 110 Meter langen Fassade, der ein Ehrenhof vorangestellt ist, der von Galerien mit Säulengängen umgeben ist, wurde das Schloss von Thouars so zu einem der bedeutendsten Schlösser Frankreichs zu dieser Zeit.

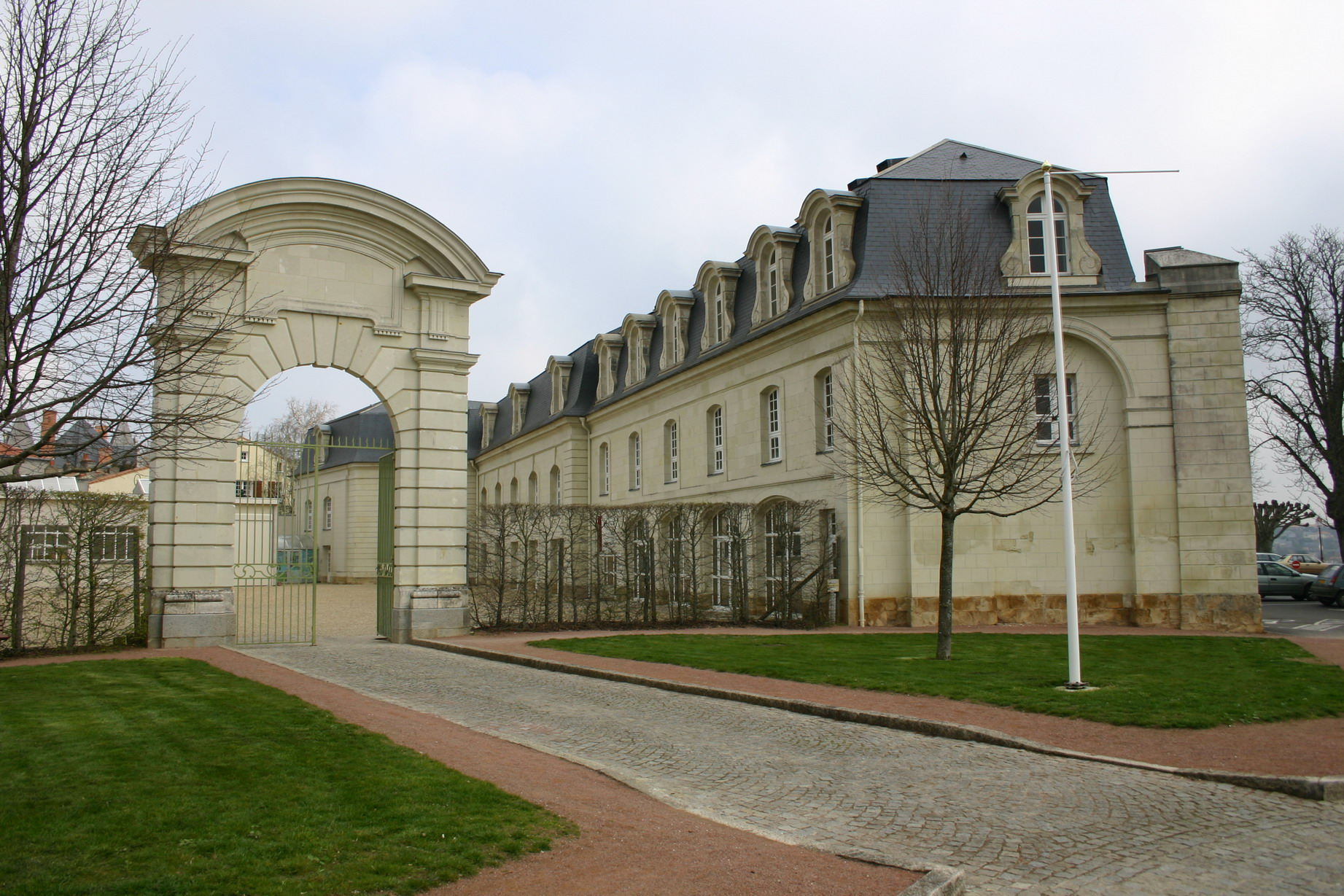
Die Stallungen

Die heutigen Stallungen wurden 1707 nach einem Plan von Robert de Cotte hinzugefügt. Sie ersetzten die um 1500 errichteten Stallungen, die nur durch einige Erwähnungen in den Rechnungen bekannt sind, deren Skulpturarbeiten an der großen Tür, die 1515 von zwei Bildhauern ausgeführt wurden, jedoch darauf schließen lassen, dass Louis II. de La Trémoille und Gabrielle de Bourbon ein Gebäude entworfen hatten, das ihres Ranges als Vicomte würdig war. Diese Stallungen waren im unteren Burghof in der Nähe der Kapelle, die an das Wohnhaus angrenzte, errichtet worden.
Angezogen vom Hof Ludwigs XIV. vernachlässigten die Mitglieder des Hauses La Tremoille später das Schloss zugunsten ihrer Residenz in Paris.

### Seit der Revolution
Nachdem das Schloss während der Revolution geplündert und als Nationalgut beschlagnahmt worden war, wurde es 1797 zum Sitz der Unterpräfektur und des Amtsgerichts.
Im Jahr 1803 bot Napoleon Bonaparte es dem General Claude-Henri Belgrand de Vaubois an, 1809 zusammen mit dem Titel „Prinz von Essling“ dem Marschall Masséna. Beide nahmen die Domäne jedoch aufgrund der Belastungen durch Instandhaltung und Restaurierungen nicht an.
Das Schloss wurde 1816 an den Herzog von La Trémoille zurückgegeben, aber 1833, während der Julimonarchie, verkaufte der Staat das Schloss für 25.000 Francs an die Stadt Thouars. Die Stadtverwaltung richtete dort bis 1849 eine Kaserne ein und übergab die Domäne dann an eine religiöse Kongregation, die dort das Collège Saint-Louis einrichtete. Im Jahr 1869 schlug die Familie La Trémoille vor, das Gebäude zu kaufen, doch der Stadtrat lehnte ab.
Das Schloss wurde daraufhin zu einem Gefängnis: Ab 1871 diente es zur Inhaftierung zahlreicher Pariser Kommunarden, und diese Gefängnisfunktion sollte es bis 1925 behalten.
Das Hauptgebäude beherbergt seit den 1930er Jahren das öffentliche Collège Marie de La Tour d’Auvergne. Die Stallungen beherbergen die städtische Schule für bildende Künste, das regionale Zentrum „Résistance et Liberté“ und das Centre d’interprétation géologique du Thouarsais. In der Stiftskirche werden Messen abgehalten (Priesterbruderschaft St. Pius X.). Die Hofeinfriedung wird heute nicht mehr genutzt.

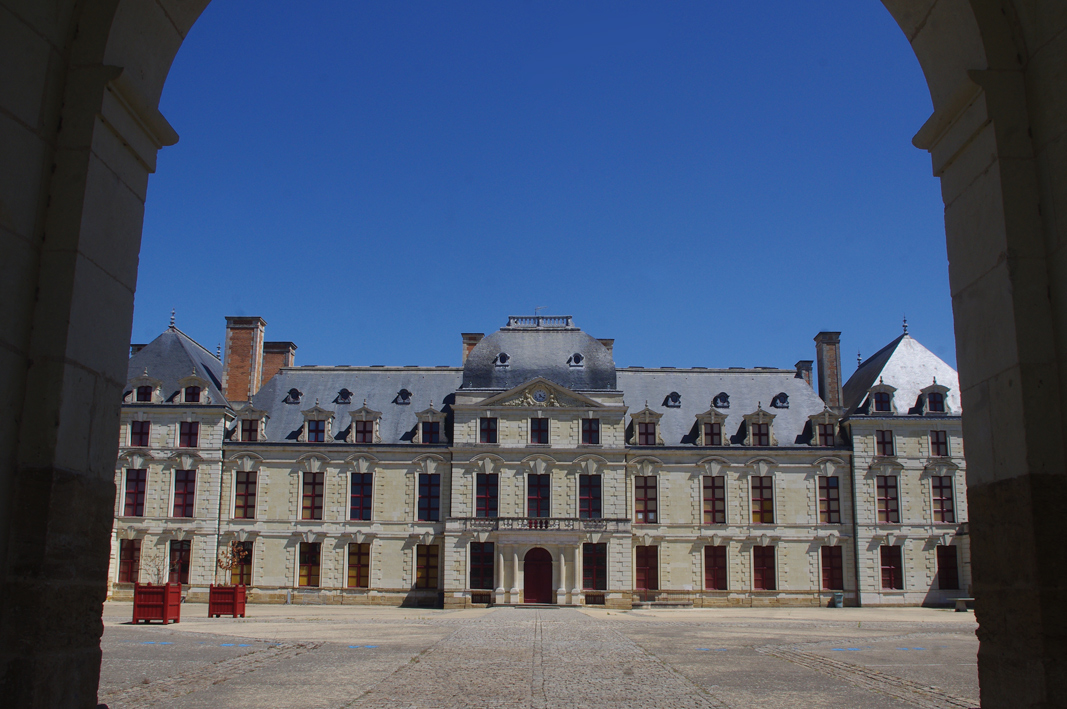
Die Hofseite der Fassade

## Architektur
Die Fassade, obwohl ohne Verzierungen, erinnert insbesondere an die Fassaden zweier heute nicht mehr existierender Gebäude, des Château de Richelieu (ebenfalls von Jacques Lemercier erbaut) und des Palais des Tuileries: ein zentraler Pavillon, der von einem Giebel im antiken Stil und einer Kuppel überragt wird, eingerahmt von zwei symmetrischen Flügeln, die die Appartements beherbergen. Diese äußerst nüchterne Architektur im Stil Louis-treize kann als Wunsch der Herzogin von Thouars gesehen werden, die eine strenge calvinistische Erziehung genossen hatte, einer gewissen protestantischen Strenge treu zu bleiben.
Das zentrale Hauptgebäude mit einem Stockwerk und einem von Dachfenstern durchbrochenen Dachgeschoss wird von zwei Pavillons eingerahmt, die ein Stockwerk höher sind. Der südliche Pavillon mit trapezförmigem Grundriss ist der älteste: Er war ursprünglich an die alte Burg angebaut. Eine zentrale Kuppel beherbergt die Treppe, deren Balustrade aus Laval-Marmor besteht.
Vor dem Wohnhaus befindet sich ein Ehrenhof, der von einer Galerie mit Portikus umgeben ist, die eine Terrasse bildet, die von den Wohnungen im ersten Stock aus zugänglich ist. Eine weitere Galerie schließt sich an die Kapelle an.
Die Sockel bestehen aus dem lokalen Hartgestein Pierre de Vrines oder Grison, die Wände aus Tuffstein und die Abdeckungen aus Schiefer.

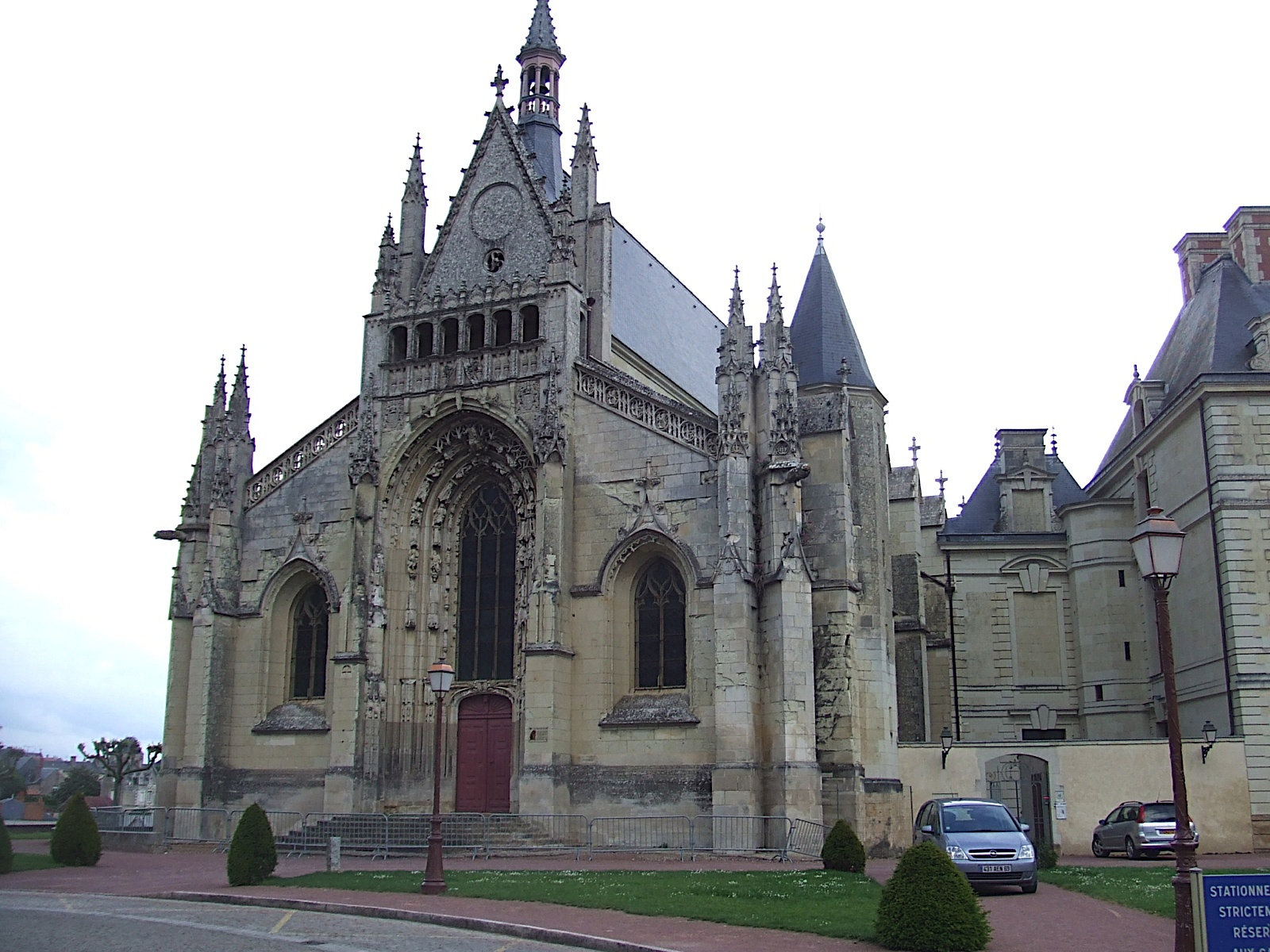
Die Schlosskapelle

### Die Schlosskapelle (16. Jahrhundert)
Die Doppelkapelle des Schlosses der Herzöge von La Trémoille, die von Gabrielle de Bourbon (um 1447–1516), der Ehefrau von Louis II. de la Trémoille (1460–1525), gegründet wurde, war ursprünglich dazu gedacht, in der unteren Kapelle die Pfarrgemeinde Notre-Dame zu beherbergen, deren Kirche in Ruinen lag. Die ab 1503 erbaute Kirche wurde 1515 von Papst Leo X. zur Kollegiatskirche erhoben.

### Die Orangerie
Der Garten wurde im 19. Jahrhundert zerstört und nur die Orangerie, die angeblich als Vorbild für die Orangerie in Versailles diente, ist erhalten geblieben. Eine Karte von André Le Nôtre belegt, dass er an ihrer Entstehung beteiligt war.
Die Bauarbeiten an der Orangerie begannen im Jahr 1657 unter der Leitung von Jacques Cornesse. Die Rechnungsbücher belegen dies ab dem Jahr 1658, einschließlich der Lieferung von Baumaterial[3] Die Orangerie bestand aus einem rechteckigen Gebäude mit einem Schieferdach und wurde 1659 fertiggestellt. Im Jahr 1692 begann der Herzog Charles Belgique Hollande de La Trémoille mit einer Erweiterung der Gärten, die 1705 abgeschlossen wurde. Im Inventar von 1790 wird berichtet, dass in der Orangerie 182 Bäume gepflanzt wurden[5]. Die Fassade der Orangerie ist 66 m lang und wird von zwei Treppenaufgängen umgeben. Es wurden einige Hypothesen über Verbindungen mit der königlichen Orangerie von Versailles oder der von Louis Le Vau entworfenen Orangerie von Schloss Meudon aufgestellt, da es stilistische Ähnlichkeiten gibt, obwohl keine schriftliche Quelle dies bestätigt.[6]
Als das Schloss nach 1810 als Kaserne genutzt wurde, diente die Orangerie als Turnhalle für das Training der Soldaten. Im Jahr 1873 wurde sie in eine Produktionsstätte für die Gefangenen umgewandelt, nachdem die Stadt das Schloss dem Innenministerium zur Verfügung gestellt hatte, um es als Strafvollzugsanstalt zu nutzen. Es wurden verschiedene Werkstätten eingerichtet: 1873 eine Tischlerei, 1874 eine Schuster- und eine Schneiderwerkstatt, 1875 eine Holzschuhmacherei, 1876 eine Schuhmacherei und eine „Nussknackerwerkstatt“. Später, 1886, gab es eine Küferwerkstatt, 1890 eine Knopfwerkstatt und eine Korsettfabrik. Im Jahr 1909 gab es eine Netzwerkstatt und 1912 wurde die Fahrradwerkstatt der Marke „Bim’s“ gegründet, die letzte Werkstatt stellte Holzschuhe und Galoschen her. Mit der Schließung des Gefängnisses im Jahr 1925 wurden jedoch fast alle Werkstätten geschlossen, da die Insassen keine billigen Arbeitskräfte mehr waren. Die letzten Werkstätten, die noch existierten, waren die für Fahrrad- und Holzschuhe, die 1930 bzw. 1931 geschlossen wurden, da der Stadt es nicht gelang, einen Nachfolger zu finden.[5]
Im Jahr 1935 wurde die Orangerie zur Unterbringung spanischer Flüchtlinge genutzt. Nach Beginn des Zweiten Weltkriegs zog die Fabrik von Charles Rusz, die für die französische Armee produzierte, von Asnières nach Thouars in die Orangerie um, da sie zu sehr den Bomben ausgesetzt war. Die Fabrik wurde im Sommer 1940 von Deutschland beschlagnahmt und produzierte Fahrwerke. Zu dieser Zeit beteiligten sich einige Arbeiter an einer geheimen Organisation, der OS-680, deren Ziel es war, die öffentliche Meinung zu mobilisieren, Waffen zu sammeln, Sprengsätze zu bauen und die Produktion der Fabrik zu sabotieren[5] Nach der Befreiung kehrte die Fabrik bis August 1945 zum normalen Betrieb zurück. Danach wurde sie an Georges Renollaud und das DOP (Dispositif oléo pneumatique) verkauft, um bis zum Konkurs im März 1968 Luftfahrtausrüstungen für die französische Luftwaffe, die französische Marine und Luftfahrtunternehmen wie Sud Aviation zu produzieren.[6] Die Werkstatt wurde zwischen 1970 und 1980 zurückgebaut und beherbergt seitdem Veranstaltungen verschiedener Vereine aus Thouars.[7] Sie ist Teil des Restaurierungsplans für das Schloss, der 1990 begann.